# My Mom's New Boyfriend
My Mom's New Boyfriend (titulada en castellano Mi novio es un ladrón en España y El nuevo novio de mi mamá en Hispanoamérica) es una comedia protagonizada por Antonio Banderas, Selma Blair, Colin Hanks y Meg Ryan. Estrenada el 30 de abril de 2008 en España y el 17 de junio del mismo año en Estados Unidos en DVD, no tuvo estreno en salas cinematográficas.

## Argumento
Tras pasar dos años inmerso en una misión del FBI en el extranjero, Henry (Colin Hanks) vuelve a casa de su madre Marty (Meg Ryan). Ya inmerso en el trabajo local, se le asigna un nuevo caso, seguir los pasos de Tommy (Antonio Banderas), un refinado ladrón de arte buscado internacionalmente que está planeando un nuevo robo. Henry se convierte en la sombra del ladrón hasta que un día descubre que Tommy tiene una novia ¿Mamá? 
Hay misiones confidenciales incómodas..

## Recepción crítica y comercial
Según la página de Internet Rotten Tomatoes no han sido recogidos los comentarios de la crítica especializada a la película. Únicamente existen dos comentarios contabilizados, siendo los dos negativos.
En España la película recaudó 1,324,291 dólares.

## DVD
Mi novio es un ladrón salió a la venta el 10 de diciembre de 2008 en España, en formato DVD. El disco contiene tráiler cinematográfico, ficha artística, ficha técnica, ficha de doblaje y filmografías.